# Melhus
Melhus es un municipio situado en la provincia de Trøndelag, en el distrito de Gauldal, que está formado por las localidades de Melhus, Ler, Lundamo, Kvål, Gimse, Gåsbakken, Hovin y Korsvegen.
El topónimo proviene del nórdico antiguo Meðalhúsar, que significa 'la casa del medio'.
Con grandes campos de cereales bañados por el río Gaula, la agricultura es la principal actividad local.
Muchos habitantes del pueblo trabajan en Trondheim, ya que se tarda unos 20 minutos en llegar en coche a través de la Ruta europea E06.
Por Melhus pasa la línea ferroviaria Oslo-Trondheim, que cuenta con las estaciones de Melhus, Kvål, Ler, Lundamo y Hovin.

## Política
| Elecciones municipales (2015)               | Elecciones municipales (2015) | Elecciones municipales (2015) | Elecciones municipales (2015) | Elecciones municipales (2015) |
| Partido político                            | Porcentaje                    | Votos                         | Concejales                    | Mesa ejecutiva                |
| ------------------------------------------- | ----------------------------- | ----------------------------- | ----------------------------- | ----------------------------- |
| Partido Laborista Noruego (Ap)              | 38,3 %                        | 2807                          | 14                            | 3                             |
| Partido de Centro (Sp)                      | 18,8 %                        | 1378                          | 7                             | 2                             |
| Partido Conservador (H)                     | 13 %                          | 953                           | 5                             | 2                             |
| Melhuslista (Ml)                            | 10,1 %                        | 740                           | 4                             | 1                             |
| Partido Demócrata Cristiano (KrF)           | 5,8 %                         | 425                           | 2                             | 1                             |
| Partido del Progreso (Frp)                  | 5,1 %                         | 374                           | 2                             | 1                             |
| Partido Medioambientalista-Los Verdes (MDG) | 3,4 %                         | 249                           | 1                             | 0                             |
| Partido de la Izquierda Socialista (SV)     | 3 %                           | 220                           | 1                             | 0                             |
| Partido Liberal (V)                         | 1,9 %                         | 139                           | 1                             | 1                             |
| Partido de los Cristianos (Dk)              | 0,6 %                         | 44                            | 0                             | 0                             |
| TOTAL                                       | 100 %                         | 7329                          | 37                            | 11                            |

El alcalde es Gunnar Krogstad, del Partido Laborista Noruego. Gobierna en coalición con el Partido Conservador y el Partido Demócrata Cristiano. La teniente de alcalde es Stine Estenstad, del Partido Conservador.